# تل هواش (إدلب)
تل هواش قرية في منطقة معرة النعمان في محافظة إدلب في سورية. تقع على بعد حوالي 18 كم إلى الغرب من مدينة خان شيخون.